# Червоні маки (вокально-інструментальний ансамбль)
«Червоні маки» — радянський вокально-інструментальний ансамбль (ВІА), створений Аркадієм Хаславскім (подивіться уважно на перший міньйон) і лауреатів вони отримали, коли колектив був під керуванням Хаславского, що існував в 1970–1980 -х роках під керівництвом Валерія Чуменко. У 1986 році офіційно був перейменований в групу «Маки».

## Початковий період (1976—1977)
Формування колективу почалося в місті Макіївка Донецької області, коли музиканти Донецького музичного училища на чолі з Аркадієм Хаславскім отримали пропозицію створити ВІА при великому заводі міста Донецька. Ансамбль отримав назву «Калейдоскоп», музиканти отримували зарплату, перебуваючи робочими на заводі. 20 лютого 1974 року музикантам запропонували роботу в Сиктивкарський філармонії Комі АРСР з новою назвою — ВІА «Парма» (Тайга). До складу ансамблю входили:
- Аркадій Хаславскій — художній керівник, аранжування, фортепіано, труба, вокал;
- Арнольд Дідів — саксофон, флейта;
- Михайло Король — клавіші, гітара, вокал;
- Анатолій Івушкіна — ударні;
- Наталія Єфімова — вокал;
- Володимир Пономаренко — бас-гітара, вокал;
- Тетяна Ваніфатьева — конферансьє;
- Василь Лазоренко — вокал;
- Валерій Бабенко — вокал;
- Валерій Коган — звукорежисер;
- Ірина Юсупова та Аркадій Канцепольскій — танцювальна пара;
- Людмила Пономаренко — костюмер.

Репертуар складався з двох пісень на мові комі, російських балад і пісень керівника. Перші гастролі тривали 11 місяців, під час концерту у Тулі директор філармонії І. А. Михайловский запропонував перейти працювати к ньому. З 21 лютого 1975 року ансамбль став працювати у Тульской філармонії, але без Натальи Єфремової (вокал) і Валерія Бабенко (вокал) та з іншою назвою — «Новий обличчя». Тоді ж у ансамбль потрапив Валерій Чуменко (труба), котрий запропонував змінити назву на «Червоні маки». Цей ансамбль під керівництвом Аркадія Хаславського у 1976 році на Всеросійському конкурсі на краще виконання радянської пісні «Сочі-76» отримав II премію. Перед конкурсом у ансамбль влились учасники:
- Олександр Григор'єв (вокал) (автор російського тексту на пісню Деміса Руссоса «Сувенір»);
- Віктор Бут (гітара, вокал)
- Михайло Вінницький (конферансьє, вокал).

У 1977 році Всесоюзна фірма грамзапису «Мелодія» випустила перший міньйон колективу. У числі композицій був ремейк пісні Льва Лещенко «Солов'їний гай».
Надалі шляхи філармонії та учасників ВІА «Червоні маки» розійшлися. Завдяки апаратурі, інструментів і реквізиту, які перебували у власності Аркадія Хаславского і музикантів, за підказкою Фелікса Каца (фестивальний відділ Росконцерта, музиканти стали працювати від Володимирської обласної філармонії з репетиційної базою в Москві, під назвою «Здрастуй, пісня».
Тульська філармонія залишила за собою право на назву «Червоні маки». Новий ансамбль очолив Валерій Чуменко, а з першого складу залишався тільки Олександр Григор'єв (вокал) і Володимир Пономаренко (бас-гітара, вокал).